# D. Train
D. Train est un duo de funk américain, composé de James Nelson Williams et du pianiste Hubert Eaves III, aussi membre du groupe Mtume.
James « D. Train » Williams est né à Brooklyn et a commencé la musique à l'âge de six ans dans des chorales d'église et à l'école. 
« D. Train » est le surnom qu'on lui a attribué étant jeune, au sein de son équipe de football, à cause de la puissance de son jeu.
Dans les années 1980, le groupe a sorti des hits tels que Keep On et You're the One For Me (1982) ou Keep Giving Me Love, Music ou encore Something's on Your Mind (1983).

## Discographie
- 1982 : You Are The One For Me
- 1983 : Music
- 1984 : Something On Your Mind
- 1986 : Miracle of the Heart
- 1988 : In Your Eyes
- 2009 : 701 Franklin Ave.